# Starostwo Kopciowo
Starostwo Kopciowo to starostwo na Litwie, w okręgu olickim, w południowej części rejonu łoździejskiego. Starostwo zajmuje obszar 230 km², na którym zamieszkuje 1300 osób w 38 miejscowościach. Jego siedzibą jest Kopciowo.